# イエール (エソンヌ県)
イエール （Yerres）は、フランス、イル＝ド＝フランス地域圏、エソンヌ県の都市。

## 地理
パリの南東約18kmに位置する。県の北東部にあり、ヴァル＝ド＝マルヌ県と境を接している。イエール川とレヴァイヨン川のつくる谷にあり、自然区分ではブリー地方の南西、広大なセナールの森の北にあたる。
コミューン中央部を、東から西へ3kmにわたってイエール川が流れる。

## 交通
- 道路 - N6、N19
- 鉄道 - RER D線イエール駅
- バス - ノクティリアン、アルバトランなど数路線あり

## 由来
かつてこの土地はEderaと呼ばれ、11世紀にはギヨーム・ミユ・ド・イエール（Guillaume Miles de Hierres）の土地であった。1801年よりYerresのつづりで固定された。

## 歴史

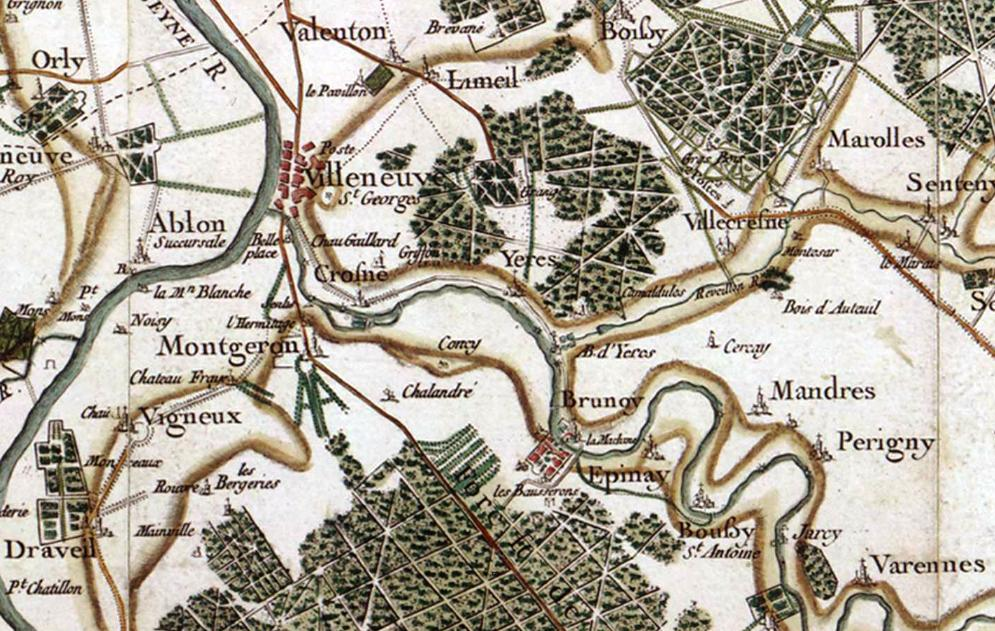
18世紀のカッシーニ地図に描かれたイエール

かつてパリ＝モントルー（現・ロワレ県のコミューン）にいたるローマ街道があった場所に、イエールの砦があったとみられる。これがイエールの起源である。
イエール川谷の低地は、メロヴィング朝時代の王たちによってパリの大きな修道院に属するものと認められていた。11世紀にこの地にあったのは聖ルーに捧げられた教区であった。1120年より、ベネディクト会派のノートルダム・ド・イエール修道院建物が建てられ始めた。1130年、領主ギヨーム・ド・イエラが城を建てた。現在も当時の守衛詰め所（fr）がコミューン中心部に残っている。13世紀、教区教会が再建された。
1389年、イエールのフィーフはシャルル5世の宮廷官に戻された。1617年、財務官シャルル・デュレが城をイエールに建てた。1637年に売却された城を買ったのは王の執事ロラン・ビュランで、彼の妻ブルタマンドは当時のプレシオジテであった。ニノン・ド・ランクロはブルタマンドの招きで城に滞在している。1652年、カマルデュル修道会（fr）が新たな修道院を建設した。1715年から1717年まで、トランシルヴァニア公ラーコーツィ・フェレンツ2世がカマルデュル修道院に隠遁していた。
1846年、パリ＝マルセイユ間鉄道路線（fr）がイエール川谷に敷かれた。
1860年、ギュスターヴ・カイユボットの父がイエールに地所を購入した。1866年、ピエール・ラルースもイエールに家を買った。
現在はパリ都市圏に含まれるイエールであるが、1793年には人口が1000人未満の村だった。第一次世界大戦後、人口が増加に転じた。

## 姉妹都市
- メンディク、ドイツ

## 出身者
- ニコラ・デュポン＝エニャン - 政治家